# Yōko Watanabe
Pour les articles homonymes, voir Watanabe.
Yōko Watanabe (渡辺 葉子, Watanabe Yōko), née le 12 juillet 1953 et morte le 15 juillet 2004 à Milan, est une soprano japonaise dont l'essentiel de la carrière a été consacré au rôle-titre de Madame Butterfly dans toute l'Europe.
Elle est aussi connue pour son vaste répertoire qui inclut des œuvres telles que Micaëla dans Carmen, Donna Elvira dans Don Giovanni, Marguerite dans Faust et Amelia dans le Simon Boccanegra de Verdi.
Watanabe s'éteint après une longue bataille contre le cancer à son domicile de Milan à l'âge de 51 ans.

## Carrière
Après avoir été diplômée de l'université nationale des beaux-arts et de la musique de Tokyo en 1976, Yōko Watanabe s'installe en Italie pour étudier l'opéra. Elle passe deux ans dans un institut lié à La Scala, le célèbre théâtre d'opéra de Milan.
En 1978, Watanabe, alors âgée de 25 ans, fait ses débuts en Europe, puis se produit essentiellement en Italie. Elle retourne au Japon en 1985 pour sa très célèbre première représentation à domicile avec la troupe du Fujiwara Opera, dans le rôle de Madame Butterfly de l'opéra éponyme de Giacomo Puccini. Ce devait être son rôle emblématique.

## Source de la traduction
- (en) Cet article est partiellement ou en totalité issu de l’article de Wikipédia en anglais intitulé « Yoko Watanabe » (voir la liste des auteurs).